# アン・スパーン
アン・ウィストン・スパーン（英: Anne Whiston Spirn、1947年6月17日- ）はアメリカ合衆国の女性造園研究者、ランドスケープアーキテクト、環境プランナーで写真家。
マサチューセッツ工科大学（以下MIT）都市計画学部教授。現在アメリカで環境プランニング分野の第一人者とされる。

## 経歴
2000年以前の詳しい経歴は、2001年コスモス国際賞発表資料を参照。
コネチカット州ウォーターバリー生まれ、オハイオ州シンシナティで育つ。交換留学生として一年間デンマークに滞在した。
ラドクリフ・カレッジ文学部を1969年に卒業するとペンシルベニア大学美術史科に転じて卒業後（1970年）、同学大学院へ進み、同ランドスケープ学科を1974年に修了する。2002年、MITより建築学修士号を授与される（M. Arch.-同学建築学部）。
1984年以降はエコロジー計画と都心部コミュニティのデザイン開発に取り組んでいる。
後述のフィラデルフィアの企画のほか、フロリダ州サニーベールの新興コミュニティ、ヒューストンやトロントの中心市街地のウォーターフロントと包括的な都市計画として、教育機関と民間コンサルタント会社（ウォレス・マクハーグ・ロバーツほか）と連携してプロジェクトに取り組んできた。
教育界ではハーバード大学デザイン大学院助教授（1979年–1983年）ならびに准教授（1983年–1986年）として景観建築論と地域計画を出講し、ペンシルベニア大学ランドスケープ学科教授（景観建築論：1986年–2000年）として地域計画プログラム副代表を1996年から2000年まで務める。MIT建築学部に在籍し景観建築計画論を講義する（2000年–2021年10月時点）。
2017年、ニューヨーク市とパリおよび郊外で住民の不安を聞き取り、実際にネット配信（ポッドキャスト）をしたMIT学生の論文教授として同学都市計画修士に導く。

### フィラデルフィア西部景観プロジェクト
母校ペンシルベニア大学では1987年からMITと連携し、教育研究と地域社会を結ぶ「フィラデルフィア西部景観プロジェクト」（West Philadelphia Landscape Project、略称 WPWP）を発足して国際的に著名なプロジェクトへと成長させる。この経験により1999年、ホワイトハウス主催の「公共空間における学識経験者と芸術家サミット」席上でプロジェクトの進展とコミュニティのありかたを再構築した〈最善手法の手本〉として言及を受けた。 

## 受賞
1984年、著書『The Granite Garden』に対し、アメリカ合衆国造園家協会ASLA
よりASLAメダルを贈られる。
2001年にコスモス国際賞を受ける（公益財団法人国際花と緑の博覧会記念協会主催）。この他の賞歴にデザインの卓越オジー賞（1989年）、1996年の国際建築図書賞（アメリカ建築家協会）など。全米デザイン賞では2002年の次点に入った。

## 主な著作、写真展
- The Language of Landscape. ニューヘブン (コネチカット州) : イェール大学出版局 、1998年。ISBN 0300077459, 9780300077452, 0300082940, 9780300082944、LCCN 98-7487。
  - 仮題『都市の自然と人間の設計』 (1984年)
- The granite garden : urban nature and human design. New York : Basic Books, ©1984. OCLC 1149359878、ISBN 0465026990, 9780465026999, 9780465027064, 0465027067、LCCN 83-70767、電子書籍。
  - 日本語訳『アーバンエコシステム : 自然と共生する都市』高山啓子ほか（訳）、東京：公害対策技術同友会、1995年。原題『The granite garden』全国書誌番号:96064870、ISBN 4-87489-121-7。
- Howitt, Arnold M ; Spirn, Anne Whiston ; Lardner, Elisabeth B。ハーバード大学ジョン・F・ケネディ政治学院（編）Sustaining public open spaces : the case for an interactive design and management process. ケンブリッジ : State, Local, and Intergovernmental Center、©1988年。
- Nature, form, and meaning. マディソン : ウィスコンシン大学出版局、©1988。電子書籍。
- Cronon, William ; Uncommon ground : toward reinventing nature. ニューヨーク : W・W・ノートン 、©1995年。電子書籍。
- Spirn, Anne Whiston ; Peatross, C Ford ; Sweeney, Robert L ; De Long, David Gilson ; Centre canadien d'architecture. Frank Lloyd Wright : designs for an American landscape, 1922-1932。カナダ建築センター、アメリカ議会図書館、フランク・ロイド・ライド財団（協賛）。ニューヨーク : ハリー・N・アブラムス、1996年。巡回展の展示図録。電子書籍。カナダ建築センター（1996年6月18日 9月22日）、アメリカ合衆国議会図書館（1996年秋）、フランク・ロイド・ライト財団。
  - 仮題『景観の言語』 (1998年)
- スヴェン＝イングヴェ・アナセン ; Høyer, Steen. C. Th. Soerensen : landscape modernist. コペンハーゲン : Danish Architectural Press、©2001年。電子書籍、人物伝。
- Barnett, Jonathan. Planning for a new century : the regional agenda. ワシントンD.C. : Island Press、©2001年。電子書籍。
- Stein, Jay M ; Classic readings in urban planning : an introduction. シカゴ : APA Planners Press、©2004年。電子書籍。
- Høyer, Steen ; Levinsen, Marianne ; Spirn, Anne Whiston. Steen Høyer : Landskabskunst. コペンハーゲン : Kunstakademiets Arkitektskoles Forlag、©2006年。（デンマーク語） Arkitektskolen、電子書籍。
- Spirn, Anne Whiston ; Lange, Dorothea. Daring to look : Dorothea Lange's photographs and reports from the field. シカゴ : シカゴ大学出版局。ブリストル : 大学出版流通（頒布）、2009年。電子書籍。仮題『大胆な外観を：ドロシア・ラングの写真とフィールド調査』(2008年)

写真展は2003年-2004年にMIT博物館、2004年にヴァッサー大学で開催された。